# Saint-Gravé
Saint-Gravé é uma comuna francesa na região administrativa da Bretanha, no departamento Morbihan. Estende-se por uma área de 15,69 km². Em 2010 a comuna tinha 732 habitantes (densidade: 46,7 hab./km²).